# Ананија и Сапфира
Ананија и Сапфира су личности поменуте у књизи Дела апостола. Догађај у коме учествују Ананија и његова супруга Сапфира дата је на почетку петог поглавља књиге.